# Patrick Grandperret
Patrick Grandperret, né le 24 octobre 1946 à Saint-Maur-des-Fossés et mort le 9 mars 2019 dans la même ville, est un réalisateur, acteur, scénariste et producteur français. Il se définit comme ayant été « assistant, scénariste, cadreur, producteur, inventeur d'outils et d'alliances qui lui ont fait faire de surprenantes transversales ».

## Biographie

### Jeunesse
Fils d'un ingénieur en optique, Patrick Grandperret est étudiant à l'école de commerce ESSEC lorsque l'engouement du mouvement de Mai 68 le porte à s'initier au reportage photo.

### Carrière
Après ses études, passionné de sports mécaniques, il fréquente les circuits de moto et devient photographe des circuits. En 1974, il réalise son premier documentaire, La Coupe Kawasaki, sur la compétition dont il a disputé les épreuves entre 1972 et 1973. Il promène ensuite son appareil sur les plateaux de tournages et devient assistant-réalisateur. Il rencontre le réalisateur Maurice Pialat qu'il assiste sur le tournage de deux films : Passe ton bac d'abord (1979) et Loulou (1980). La collaboration est houleuse mais formatrice pour Patrick Grandperret qui compare son travail à celui d'un mercenaire.
En 1981, il réalise son premier long métrage, Court circuits, dont l'intrigue se passe dans le milieu des motards qu'il connaît bien. On peut noter que lors de ce tournage, Patrick Grandperret a fait débuter un jeune assistant, Luc Besson. Il se lance aussi dans la production avec ses amis avec qui il forme une bande : Jean-Pierre Sentier, Jean-François Stévenin, Claude Faraldo. Sept ans plus tard, il réalise son deuxième film, Mona et moi, inspiré par la vie de son ami Simon Reggiani. Le film lance la carrière d'Antoine Chappey. Puis, en 1993, suit L'Enfant lion, récit picaresque africain, adaptation de René Guillot entre Niger, Côte d'Ivoire, Maroc et Zimbabwe. Le film est coproduit par Luc Besson que Grandperret avait fait débuter comme assistant lors du tournage de Court circuits. Malgré le succès du film (1,1 million d'entrées), Patrick Grandperret en ressort endetté, ce qui le pousse à accepter un film de commande en 1995, Le Maître des éléphants, avec en vedette Jacques Dutronc, également avec l'Afrique comme cadre. L'année suivante il renoue avec Dutronc et l'Afrique pour réaliser Les Victimes, adaptation d'un thriller de Boileau-Narcejac, mais l'échec du film l'écarte du monde du cinéma.
Patrick Grandperret continue la réalisation, mais à la télévision : pour Yves Rénier (Commissaire Moulin) ou Bernard Tapie (Commissaire Valence). Après le milieu des courses de moto puis le monde des marginaux, il s'intéresse à l'Amérique latine, réalisant des téléfilms ayant pour cadre sa nouvelle passion : Couleur Havane et Inca de Oro. Il accepte ensuite la proposition de la productrice Sylvie Pialat d'adapter un scénario de son défunt mari inspiré d'un fait divers violent et qui n'avait jamais pu aboutir. Ainsi, en 2006, sort Meurtrières, qui met un terme à dix ans d'absence au cinéma pour Patrick Grandperret. Le film est un succès critique, avec notamment un prix au festival de Cannes, et lance la carrière de Céline Sallette, mais son échec commercial le renverra vers la télévision.
Malade, Patrick Grandperret co-réalise avec sa fille Émilie, un dernier film en 2016, Fui Banquero, avec lequel il retrouve sa thématique d'Amérique latine, mais la sortie se fait de façon quasi confidentielle. Son œuvre fera l'objet d'une rétrospective à la Cinémathèque française du 24 juin au 3 juillet 2016.

### Vie privée
Père de cinq enfants, les trois aînés collaboraient avec lui sur ses derniers films en tant qu'acteurs, scénariste ou musicien.
Il meurt à l'âge de 72 ans le 9 mars 2019 à Saint-Maur-des-Fossés,, des suites d'une maladie dégénérative qui l'affectait depuis plusieurs années.
Ses obsèques ont lieu le 16 mars 2019, suivies de l'inhumation au cimetière de la Pie à Saint-Maur-des-Fossés.

## Filmographie sélective

### Acteur
- 1993 : Morasseix!!! : le photographe
- 1993 : De force avec d'autres : le psychanalyste
- 1994 : J'ai pas sommeil : Abel
- 2002 : Mischka : le père de Jane

### Producteur
- 1981 : Court circuits
- 1986 : La Photo (I fotografia) de Nikos Papatakis
- 1990 : Trois années
- 1993 : Morasseix!!!
- 1993 : L'Enfant lion
- 1995 Virage (court métrage) de Ludovic Cantais
- 1999 : Beau Travail
- 2006 : Meurtrières
- 2007 : F.I.L.S. - Les années noires

2010 : Face à la mer d'Olivier Loustau

### Réalisateur

#### Longs métrages
- 1981 : Court circuits avec Gérald Garnier et Pierre Trapet
- 1989 : Mona et moi avec Denis Lavant et Antoine Chappey
- 1992 : L'Enfant lion avec Salif Keïta et Mathurin Zinze
- 1995 : Le Maître des éléphants avec Jacques Dutronc et Erwan Baynaud
- 1996 : Les Victimes avec Jacques Dutronc et Gérard Darmon
- 2005 : Meurtrières avec Hande Kodja et Céline Sallette
- 2016 : Fui Banquero avec Robinson Stévenin et Pierre Richard (réalisé avec Émilie Grandperret)

#### Courts métrages
- 2000 : Révolution
- 2000 : La Conteuse
- 2000 : L'Air et le Feu
- 2000 : Partenaires
- 2000 : Viens mon ange

#### Télévision
- 1997 : Inca de Oro
- 1999 : Couleur Havane
- 2002 : Clara, cet été-là
- 2004-2005 : Commissaire Valence
- 2005 : Commissaire Moulin
- 2007 : Sécurité intérieure
- 2009 : La vie est à nous
- 2009 : Suite noire
- 2010 : Victor Sauvage

### Scénariste
- 1981 : Court circuits
- 1989 : Mona et moi
- 1995 : Le Maître des éléphants
- 1996 : Les Victimes
- 1999 : Couleur Havane
- 2000 : Viens mon ange
- 2000 : Révolution
- 2000 : Partenaires
- 2000 : L'Air et le Feu
- 2000 : La Conteuse
- 2006 : Meurtrières

### Assistant réalisateur
- 1975 : Le Voyage de noces de Nadine Trintignant
- 1976 : La Dentellière de Claude Goretta
- 1978 :  'Madame le juge de Nadine Trintignant (série TV), épisode : Un innocent]
- 1979 : Passe ton bac d'abord de Maurice Pialat
- 1979 : Le Maître-nageur de Jean-Louis Trintignant
- 1979 : Loulou de Maurice Pialat
- 1980 : Deux Lions au soleil de Claude Faraldo

## Distinctions
- 1989 : prix Jean-Vigo pour Mona et moi
- 2006 : prix du président du jury Un certain regard au festival de Cannes pour Meurtrières